# خواسک

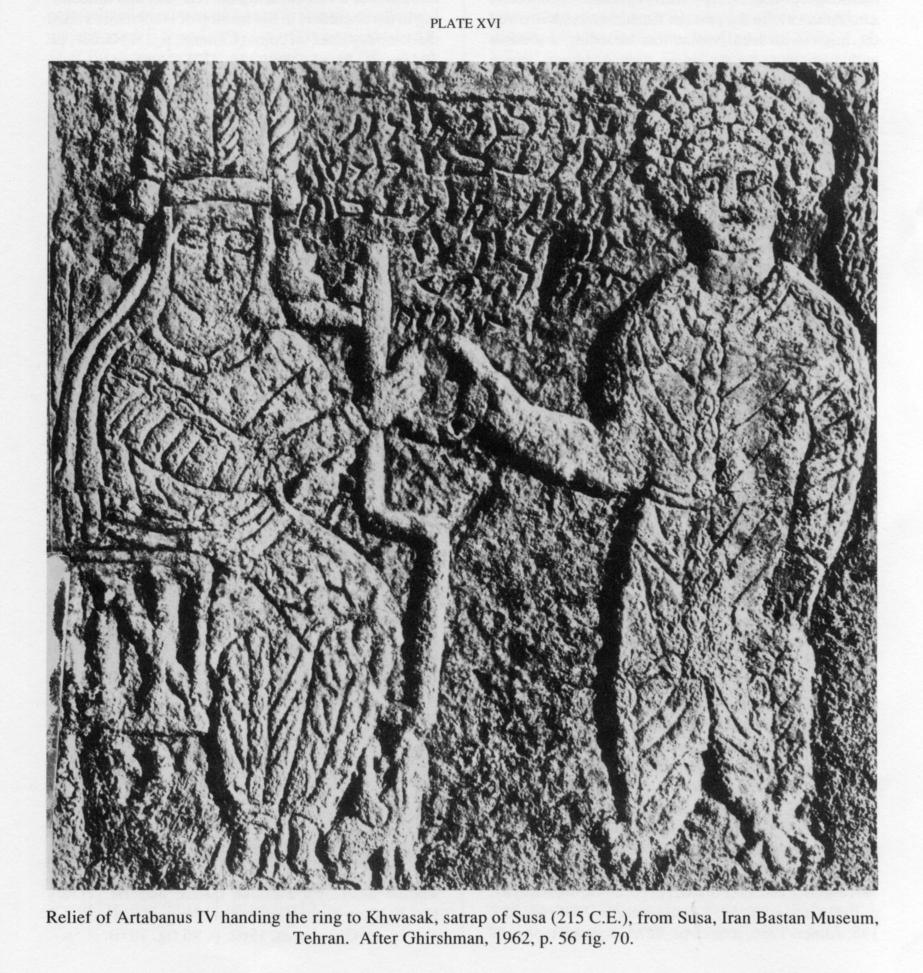
نقش برجسته اردوان چهارم اشکانی و خواسک ساتراپ الیمائی در شوش.

خواسک، ساتراپ شوش در ابتدای سده سوم میلادی و در زمان پادشاهی اردوان چهارم بود.
هویت خواسک از طریق یک سنگ بنای یادبود یافت شده در شوش شناخته شده. کاربرد این سنگ‌بنا آشکار نیست ولی ممکن است که یک سنگ‌گور بوده باشد. سنگ‌بنا خواسک و پادشاه را نشان می‌دهد که حلقه قدرت را به خواسک می‌سپارد. نوشتار پارتی آن به ما می‌گوید که این سنگ‌بنا در سال ۲۱۵ میلادی ساخته شده است. به احتمال زیاد شوش در سدهٔ دوم میلادی، کم و بیش یک سرزمین مستقل بوده باشد. سنگ‌نوشتهٔ روی سنگ‌ بنا نشان می‌دهد که شهر در آغاز سدهٔ سوم دوباره به بخشی از شاهنشاهی اشکانی تبدیل شده و خواسک به‌عنوان ساتراپ شهر در زمان شاه اردوان چهارم برگزیده شده است.